# Heilig-Kreuz-Predigten
Die Heilig-Kreuz-Predigten (polnisch Kazania świętokrzyskie) sind eine Sammlung von polnischen Predigten aus dem Übergang des 13. zum 14. Jahrhundert. Es handelt sich hierbei um die ältesten erhaltenen Prosatexte, die ausschließlich auf Polnisch geschrieben wurden. Sie wurden 1890 von Aleksander Brückner in der Russischen Nationalbibliothek entdeckt und von ihm veröffentlicht und benannt. Ihren Namen verdanken sie ihrem langjährigen Aufbewahrungsort im Heiligkreuzkloster.

## Geschichte
Die Heilig-Kreuz-Predigten entstanden wahrscheinlich in Kleinpolen, möglicherweise in Kloster Miechów. Im 15. Jahrhundert wurden sie im Kloster in Leżajsk sowie im Kloster Heiligkreuz verwahrt. In der Mitte des 18. Jahrhunderts befanden sie sich in der Warschauer Załuski-Bibliothek und wurden mit ihrem Bestand nach Sankt Petersburg als Beute verbracht. Mit dem Friedensvertrag von Riga kamen sie 1921 wieder nach Polen und wurden in der Polnischen Nationalbibliothek verwahrt. 1939 wurden sie nach Kanada in Sicherheit verbracht und kehrten 1959 nach Polen zurück. 

## Inhalt
Erhalten ist eine vollständige Predigt sowie Teile von fünf weiteren Predigten.